# Chiesa di San Giuliano (Ferrara)
La chiesa di San Giuliano si trova a Ferrara, in piazza della Repubblica all'angolo con largo Castello.

## Storia
Nei pressi dell'attuale chiesa di San Giuliano, dove vi è ora la fossa del castello, esisteva già nel XIII secolo una chiesa parrocchiale dedicata a san Giuliano. Venne demolita nel 1385 per dare spazio alla costruzione del Castello Estense e poco distante, nel 1405, venne costruita una nuova chiesa per merito dello zelante cittadino Galeotto degli Avogari su terreno donato dal Marchese Niccolò II, il costruttore è ignoto. Nella fiancata vi è un'epigrafe in versi latini che ricorda la fondazione della piccola chiesa.
Fin dal tempo degli Estensi, in questa costruzione ebbero sede le arti degli albergatori, degli orefici, dei pescatori, dei pescivendoli e dei beccari sino all'anno 1616 sotto il giuspatronato degli Avogari, una delle più illustri famiglie della città.
Nel 1796 cessò di essere officiata e restò chiusa per vari anni. Per evitarne la profanazione e forse la demolizione, il sacerdote conte Don Pietro Dalla Fabbra l'acquistò conservando così alla città uno dei suoi più bei monumenti. Quindi il Dalla Fabbra la cedette a suo cugino Don Santina della nobile famiglia Fiori; questi a sua volta la lasciava in eredità al cardinale Luigi Giordani, arcivescovo di Ferrara dal 1877 al 1893, rimanendo poi sempre di diritto privato.
Fu restaurata nel XIX secolo e ancora alla metà del XX secolo. Dopo diverse vicende è ritornata di proprietà dell'arcidiocesi.

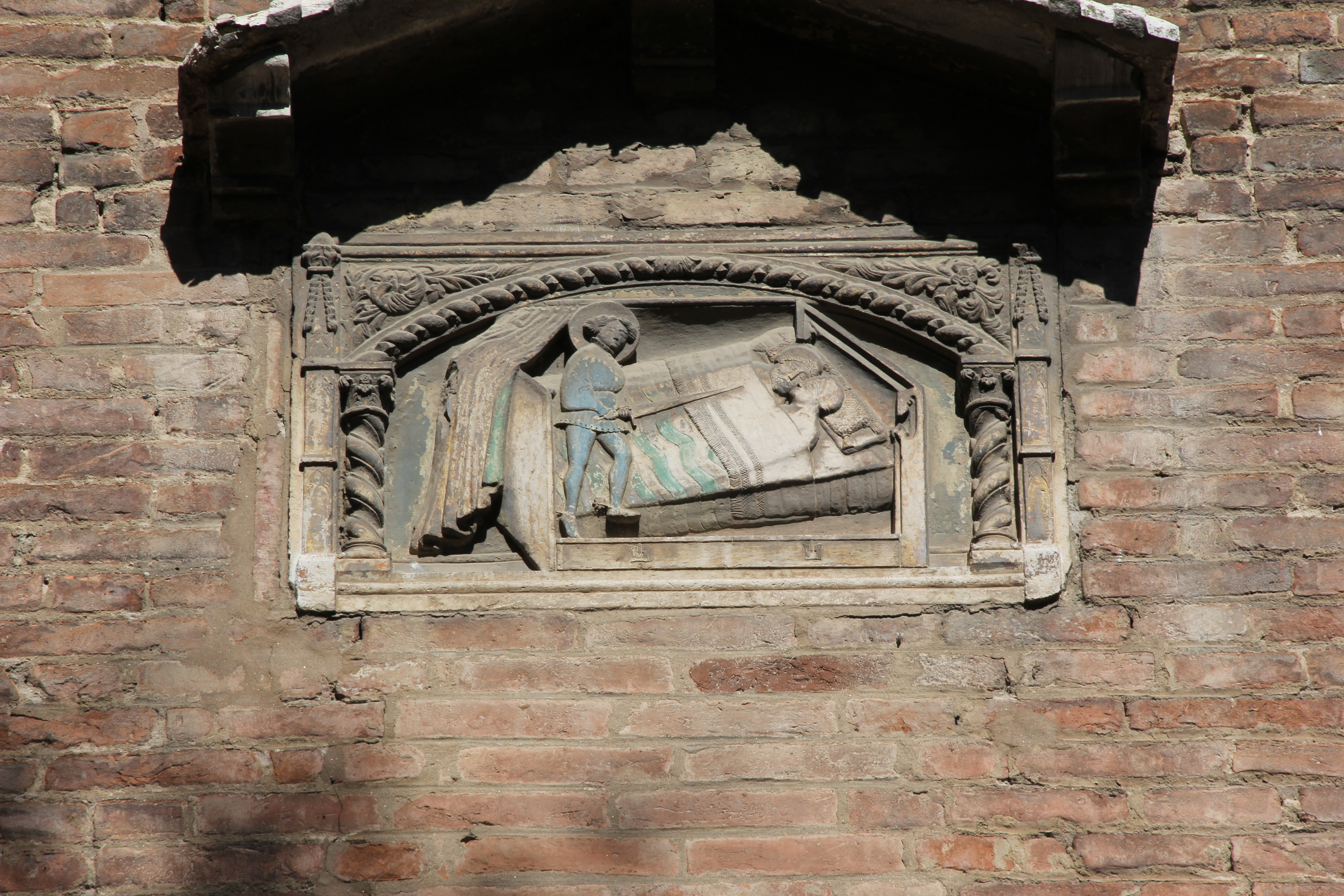
San Giuliano che uccide per errore i genitori, inizio XV secolo

A causa del terremoto dell'Emilia del 2012 la chiesa di San Giuliano attualmente non è accessibile e buona parte delle opere in essa contenute è stata trasferita.

## Descrizione

### Esterno
Sulla facciata si trova un altorilievo degli inizi del XV secolo raffigurante san Giuliano che uccide per errore i genitori.

### Interno
Gli interni furono completamente rimaneggiati nel XVIII secolo secondo i gusti dell'epoca. 
La piccola chiesa ospitava opere di Bartolomeo Solati, Giacomo Bambini, Cesare Cromer, Giuseppe Menegatti, Paolo Grazzini; nel soffitto è raffigurata la Vergine in gloria e i santi Giuliano, Eligio, Andrea e Luca opera del pittore Giovan Battista Ettori mentre la quadratura dell'affresco è stata realizzata dal rodigino Massimo Baseggio.

#### Organo
Sopra l'ingresso, situato in cantoria si trova l'organo costruito da Ercole Valvassori nel 1646. Inizialmente si trovava in altra sede non identificata; venne portato nella sede attuale nel 1700 dai F.lli Fedeli.
Lo strumento, a trasmissione integralmente meccanica, ha consolle a finestra, con unica tastiera di 50 tasti con prima ottava scavezza e pedaliera a leggio scavezza di 18 note costantemente unita al manuale.